# Франклин, Уильям
Уильям Бьюэл Франклин (англ. William Buel Franklin) (27 февраля 1823 — 8 марта 1903) — американский кадровый офицер и генерал армии Союза в годы гражданской войны. Он дослужился до должности корпусного командира Потомакской армии и участвовал в нескольких крупных сражениях начального периода гражданской войны.

## Ранние годы
Франклин родился в пенсильванском городе Йорке. Его отец Вальтер Франклин был клерком при Палате Представителей с 1833 до 1838 года. Его прапрадед, Самуэль Роадс, был делегатом Первого Континентального Конгресса от Пенсильвании. Сенатор Джеймс Бьюкинен способствовал поступлению Франклина в военную академию Вест-Пойнт в июне 1839 года. В академии он был однокурсником Улисса Гранта. Франклин окончил академию первым по успеваемости в выпуске 1843 года и был определён в корпус инженеров-топографов во временном звании второго лейтенанта. Два года он провел в Роки-Маунтенс, исследуя регион вместе с экспедицией Стивена Карни. Впоследствии занимал административные посты в Вашингтоне. Во время мексиканской войны служил при Филипе Карни и 23 февраля 1847 года получил временное звание первого лейтенанта после сражения при Буэна-Висте.
С 1848 по 1851 год Франклин преподавал в Вест-Пойнте натуральную и экспериментальную философию, затем занимался инспектированием маяков и 3 марта 1853 года получил постоянное звание первого лейтенанта.

## Гражданская война
Вскоре после начала гражданской войны Франклин был назначен полковником в 12-й регулярный пехотный полк, но через три дня, 17 мая 1861 года, был повышен до бригадного генерала добровольческой армии США и в июне возглавил бригаду из трёх полков:
- 11-й Массачусетский пехотный полк, полковник Г. Кларк
- 4-й Пенсильванский пехотный полк, полковник Джон Хартранфт
- 5-й Пенсильванский пехотный полк, полковник Р. Макдауэлл
- 1-й артиллерийский полк, Батарея I, кап. Джеймс Рикеттс

Бригада вошла в состав дивизии Самуэля Хейнцельмана и вместе с этой дивизией участвовала в Первом сражении при Бул-Ран. В августе дивизия Хейнцельмана была расформирована и Франклин возглавил отдельную бригаду, но в сентябре сдал её Ньютону и возглавил дивизию Потомакской армии (Бригады Карни, Слокама и Ньютона).
В марте 1862 года были сформированы армейские корпуса, и Франклину поручили командовать Шестым корпусом.
В должности командира Шестого корпуса Франклин прошёл кампанию на полуостров и 4 июля 1862 года получил звание генерал-майора.
Франклин не участвовал в Северовирджинской кампании, а из всего его корпуса в боях была задействована только одна бригада.
Когда началась Мерилендская кампания, Шестой корпус был направлен на преследование армии генерала Ли и был задействован для штурма ущелья Крэмптона. У Франклина было 12 000 человек против 500 защитников ущелья, но он потратил очень много времени на развертывание своих сил и действовал весьма осторожно. Атака ущелья была удачной — южане были отброшены, в плен попало 400 человек, одно орудие и три знамени. На участках других корпусов подобного успеха достичь не удалось. Прорыв корпуса Франклина сделал невозможным дальнейшую оборону ущелий, и южане отступили к Шарпсбергу.
Во время сражения при Энтитеме 17 сентября корпус Франклина стоял в резерве, и Франклин безуспешно упрашивал командование дать ему шанс и атаковать ослабленный центр позиций противника.
Франклин имел все шансы стать главнокомандующим Потомакской армии, но он был верным сторонником генерала Макклелана, поэтому после отстранения Макклелана он все же не стал командиром армии.
Новый командир армии, Эмброуз Бернсайд, свел корпуса в «гранд-дивизии» и Франклин стал командиром «Левой гранд-дивизии» (в неё входили корпуса Ренольдса и Смита). Во время сражения при Фредериксберге этому подразделению было поручено атаковать правый фланг Северовирджинской армии, который удерживали дивизии Томаса Джексона. Атака Франклина была первой атакой фредериксбергского сражения, и ему удалось достичь относительного успеха (прорыва на участке дивизии Мида), но полностью разгромить Джексона не удалось. Впоследствии Бернсайд обвинял в неудаче лично Франклина, хотя тот в точности выполнил все приказы командования.
После сражения Франклин стал одним из лидеров «заговора» против Бернсайда и сторонников его отстранения. В ответ Бернсайд начал создавать ему проблемы и в итоге Франклин на несколько месяцев был отстранен от командования.
Когда командиром Потомакской армии был назначен Джозеф Хукер, Франклин отказался служить под его командованием и подал в отставку. Шестой корпус остался под командованием Уильяма Смита и впоследствии несколько раз менял командира.
Когда началась Геттисбергская кампания, Франклин находился дома, в Йорке (Пенсильвания) и помогал организовывать оборону этой части штата.
Впоследствии Франклин вернулся к корпусному командованию и принял участие в кампании Ред-Ривер. Во время сражения при Мансфилде он был ранен в ногу и отправлен в Вашингтон. По дороге его захватил в плен один из партизан юга, но Франклин сумел скрыться на следующий день. Дальнейшая его карьера осложнилась из-за ранения, а также ввиду политических интриг. Он уже не смог занимать высшие командные должности, несмотря на покровительство своего однокурсника, друга и будущего президента Улисса Гранта. 13 марта 1865 года Франклин получил временное звание бригадного генерала регулярной армии, а через год, 15 марта 1866 года, уволился со службы.

## Послевоенная деятельность
После войны Франклин поселился в городе Хартфорд (Коннектикут), и стал вице-президентом компании «Colt’s Manufacturing Company» (до 1888 года). Он так же участвовал в строительстве коннектикутского Капитолия, а также служил в различных бюро и комиссиях.
Франклин стал членом общества «Loyal Legion» (Military Order of the Loyal Legion of the United States), а в 1887 году вступил в клуб «Aztec Club of 1847».
В 1872 году пенсильванская и нью-джерсийская фракции демократической партии выдвинули Франклина в качестве претендента на президентских выборах, однако он отклонил это выдвижение ради единства партии. В 1876 он был делегатом на Демократической Национальной Конвенции. В 1888 он уволился из фирмы «Colt Firearms» и был направлен на Всемирную выставку в Париже в качестве генерального представителя.
Франклин умер в Хартфорде в 1903 году. Он стал одним из немногих генералов Гражданской войны, которым довелось дожить до XX века. Его похоронили в пенсильванском городе Йорке на Проспект-Хилл-Семетери.